# Scheermes

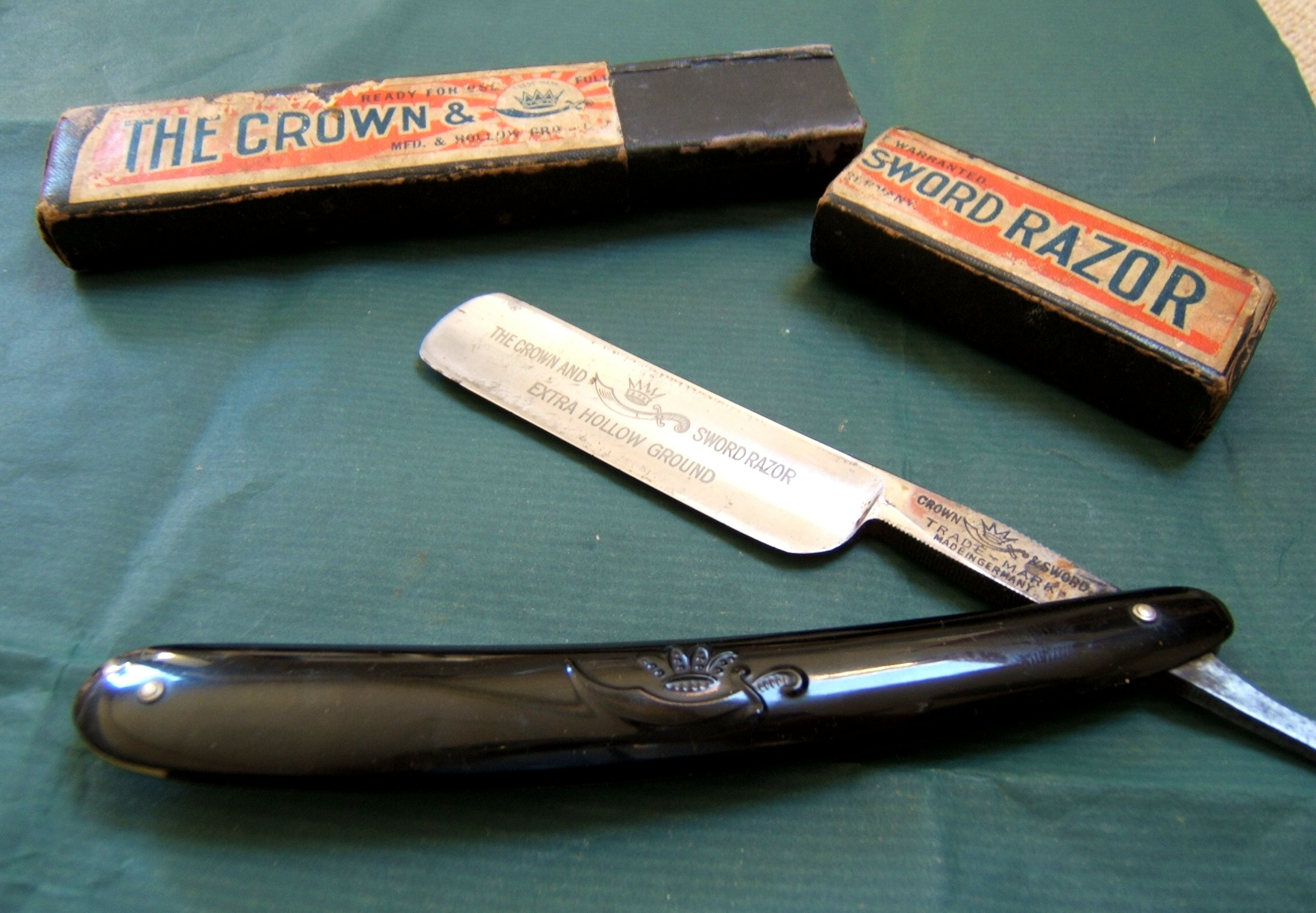
Antiek scheermes

Een scheermes is een stuk gereedschap dat voornamelijk gebruikt wordt voor het scheren van ongewenst lichaamshaar. Als soort kan het een open scheermes, een veiligheidsscheermes, een cassette scheermes, een wergwerpmesje of een elektrisch scheerapparaat zijn.

## Vroege scheermessen
Scheermessen kwamen reeds voor in de bronstijd (vondsten dateren tot 18.000 v.C.). Meestal waren ze ovaal met een klein scheerblad uit een van de korte kanten, gemaakt van brons.
In zijn simpelste vorm is een scheermes een stalen blad dat aan een handvat vastzit.

## Open scheermes

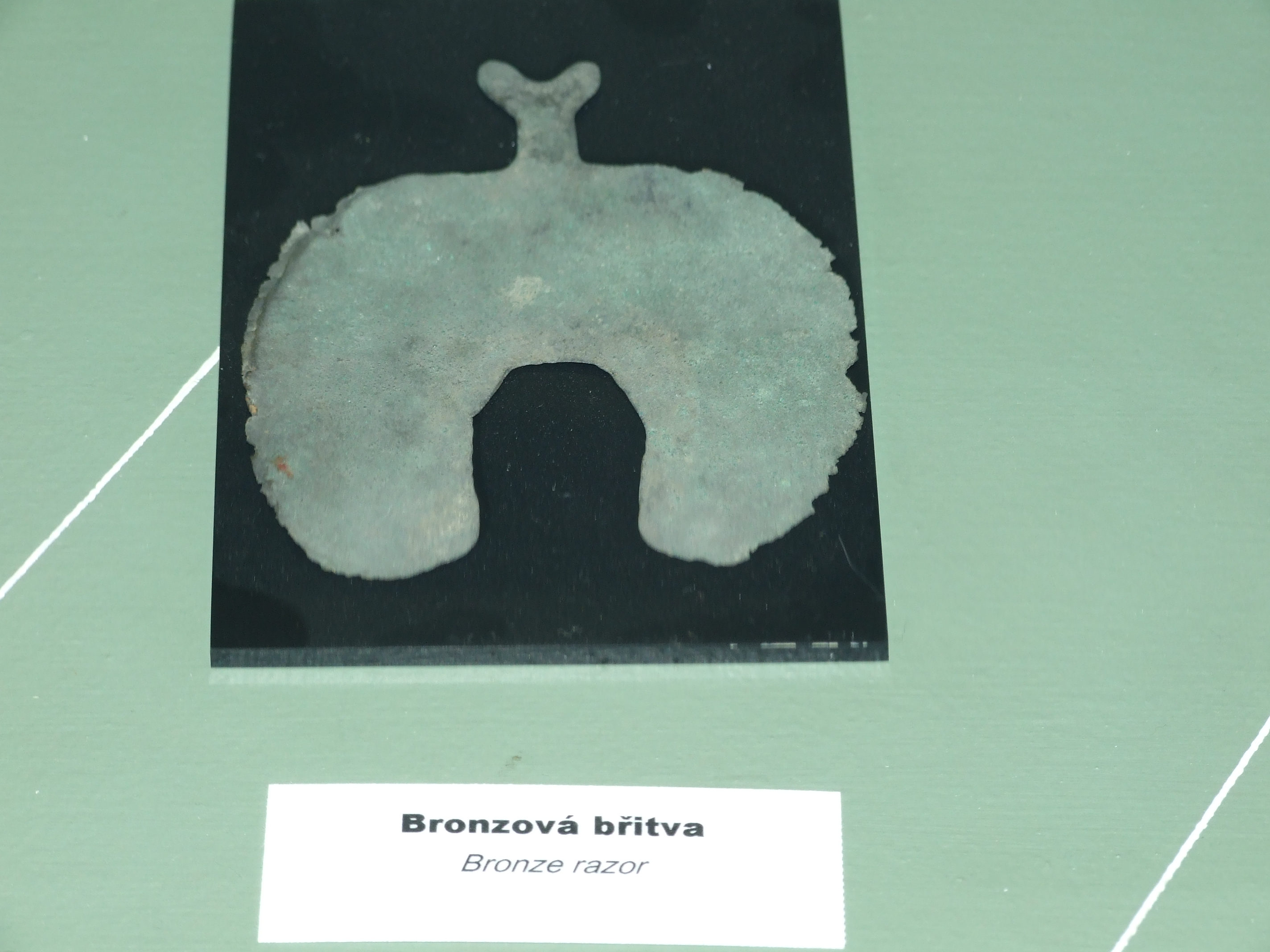
Bronzen scheermes.

Rechte of open scheermessen met stalen blad, die nu nog door kappers worden gebruikt, waren vroeger algemeen. In sommige landen zijn ze dat nu nog steeds. Aan het begin van de 21e eeuw is er een zekere heropkomst van het scheren met het klassieke open scheermes.

## Veiligheidsscheermes
Het eerste veiligheidsscheermes werd ontwikkeld in het midden van de 19e eeuw. De eerste scheerbladen moesten constant geslepen worden en raakten snel versleten, waardoor ze ook duur waren. Bij het eerste veiligheidsscheermes werd gebruikgemaakt van een gesmeed blad. Er wordt speciale scheerzeep en water bij gebruikt.

### Veiligheidsscheermes met verwisselbare mesjes
In 1901 vond de Amerikaanse uitvinder King Camp Gillette het krabbertje uit: een veiligheidsscheermes met verwisselbare mesjes. Gillettes dunne scheerblad werd door het scheerapparaat bedekt en beschermde de huid zo tegen diepe sneden. Cassette scheermesjes en apparaten met meerdere mesjes, vaak met twee tot zelfs zes scheerbladen, hebben het systeem van Gillette tegenwoordig grotendeels vervangen.

## Cassette scheermes
In 1971 bracht Gillette Twin-blade Trac II op de markt: het eerste cassette scheermesje met twee mesjes per wegwerpcassette. Ondanks de prijs zijn cassette scheermesjes vandaag de dag de meest gebruikte scheermesjes. Net als bij het krabbertje wordt het handvat hergebruikt, echter zitten de mesjes in een cassette met twee, drie of meer mesjes samen. Na verloop van tijd moet het mesje wel vervangen worden. Het gaat langer mee als het niet in rechtstreeks contact met zijn omgeving staat.
In 1977 ontwikkelde Gillette een mesje met buigzame kop. Op deze manier kan de gebruiker het mesje tegen zijn gezicht duwen en maken de scheerbladen steeds de juiste hoek met het gezicht. De voorstanders van het krabbertje vinden dit een nadeel, omdat meer druk zou leiden tot meer huidirritatie.

## Wegwerpmesje
Het eerste wegwerpmesje kwam op de markt in 1974 door Bic. Bij het wegwerpmesje zit het scheermes in een plastic houder die met het mes in zijn geheel wordt weggegooid na gebruik. Slijpen of vervangen van het mesje is bij deze modellen niet mogelijk, aangezien de cassette en het mesjes aan elkaar vasthangen.
Er is sprake van een duidelijke evolutie naar meer wegwerp: tot in de 19e eeuw werden messen voornamelijk geslepen en zelden weggegooid. Vanaf de uitvinding van het krabbertje in 1901 werden de scheerbladen na enkele scheerbeurten weggegooid, maar werd de houder wel bijgehouden. Vanaf de jaren 1970 worden cassettes met meerdere mesjes of zelfs het gehele apparaat weggegooid. 

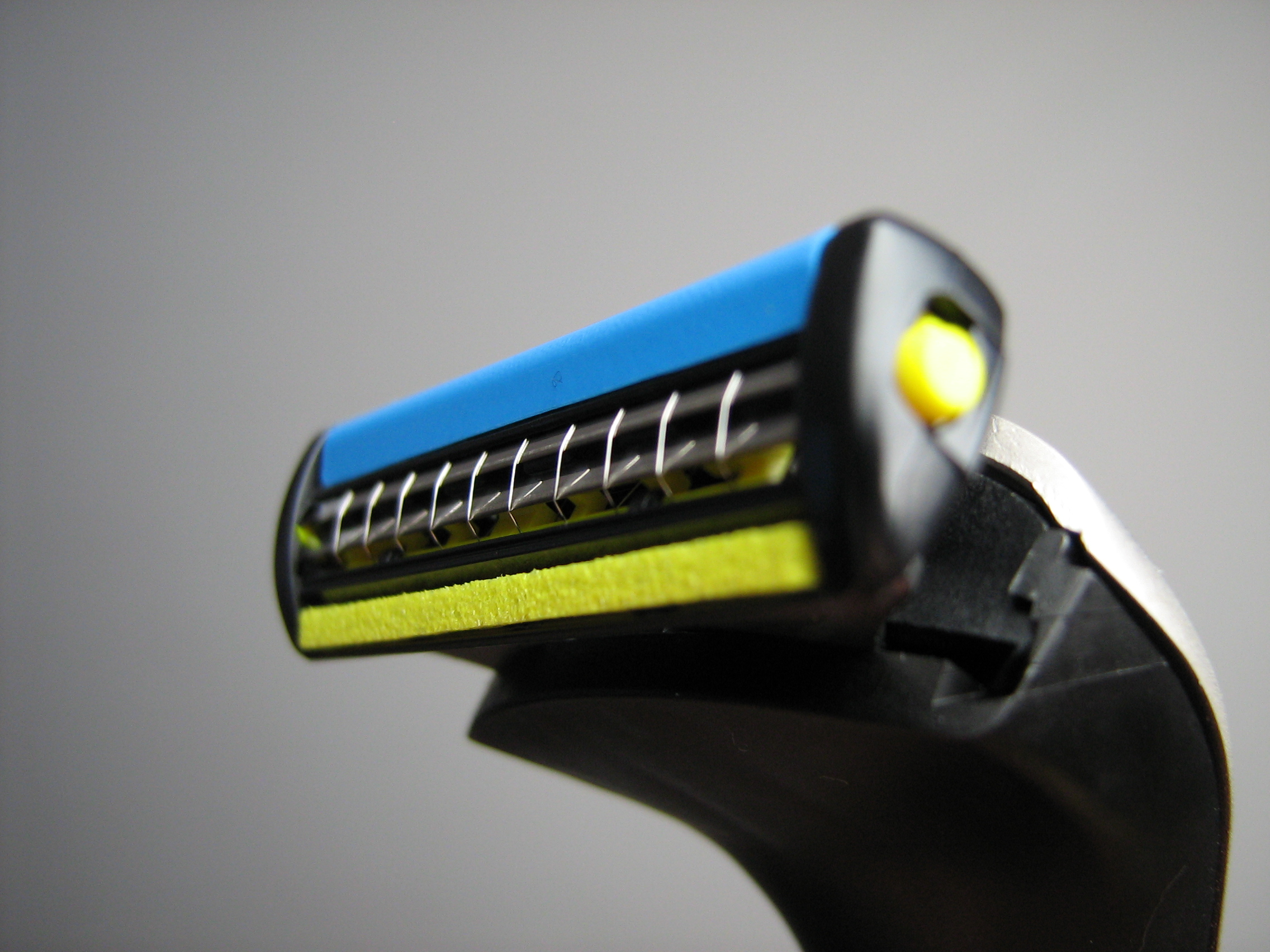
Scheerapparaat met 2 mesjes
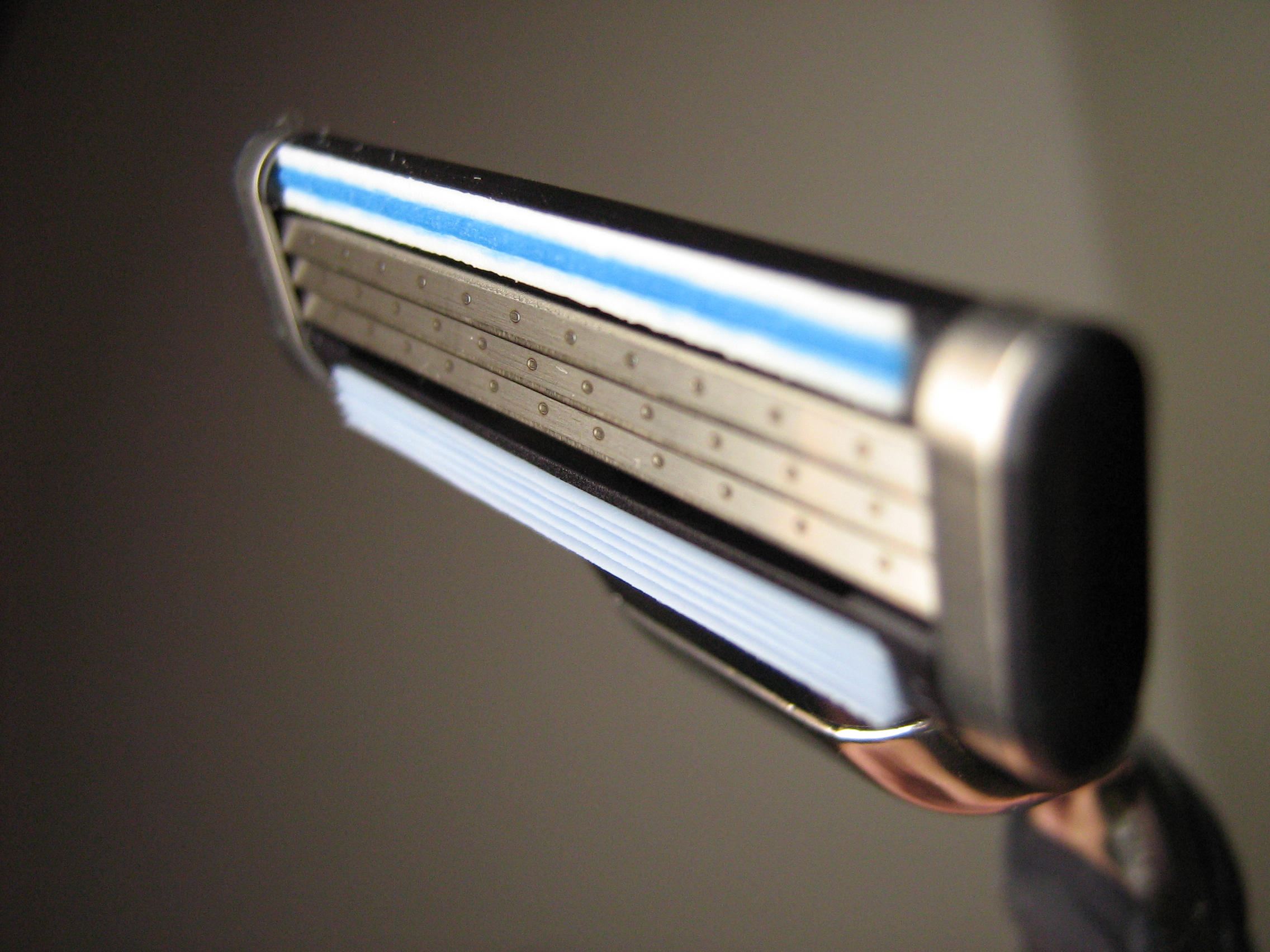
Scheerapparaat met 3 mesjes

## Scheerapparaat
Het elektrische scheerapparaat heeft elektrisch aangedreven bewegende of draaiende messen.

## Trivia
Vanwege de herkomst, en de gelijkenis met een scheermes wordt ook het schelpdier Ensis leei soms “Amerikaans scheermes” genoemd.